# Hexatoma (Eriocera) fulvomedia
Hexatoma (Eriocera) fulvomedia is een tweevleugelige uit de familie steltmuggen (Limoniidae). De soort komt voor in het Nearctisch gebied.